# スタジオジブリの歌
『スタジオジブリの歌』（スタジオジブリのうた）は、スタジオジブリのアニメ作品主題歌集。2008年11月26日に徳間ジャパンコミュニケーションズから発売された。
ここでは、同時発売された『スタジオジブリの歌 オルゴール』（スタジオジブリのうたオルゴール）、のちに発売された『スタジオジブリの歌 -増補盤-』についても記述する。

## 概要
1998年発売の『STUDIO GHIBLI SONGS』収録曲に加えて、1999年から2008年に公開されたスタジオジブリ作品のテーマ曲が収録されているが、『天空の城ラピュタ』のイメージソングである『もしも空を飛べたら』は未収録となっている。『テルーの唄』以降の楽曲はヤマハミュージックコミュニケーションズ、荒井由実の楽曲および『上を向いて歩こう』はEMIミュージック・ジャパン（増補盤ではユニバーサルミュージック）からそれぞれ原盤権を借り受けて収録されている。全44ページのブックレットが封入されており、初回盤のみ、クリアケース入り特殊デジパック仕様、ピクチャーレーベルとなっている。
オルゴールアレンジ版である『スタジオジブリの歌 オルゴール』も同時発売された。2015年11月25日には『スタジオジブリの歌 -増補盤-』が高音質HQCDとして発売され、『スタジオジブリの歌 オルゴール -増補版-』も同時に発売されている。CDだけではなく、2010年4月14日より主要音楽配信サイトにて『スタジオジブリの歌』の配信が開始され、のちに『スタジオジブリの歌 -増補盤-』も2015年11月25日よりハイレゾ配信が開始された。
オリコンチャートでは通算で177週ランクインを記録しており、アニメのアルバムにおける歴代最長のロングヒット記録となっている。のちに発売された『スタジオジブリの歌 -増補盤-』も通算で79週ランクインするロングヒットとなった。日本レコード協会が2010年8月10日に発表した2010年7月度の各アルバム・シングルのゴールドディスク認定ではプラチナに認定されている。

## 収録曲
収録曲は『スタジオジブリの歌』と『スタジオジブリの歌 オルゴール』でどちらも共通している。

### Disc 1
1. 風の谷のナウシカ (4:07)（安田成美） - 『風の谷のナウシカ』より
2. 君をのせて (3:20)（井上あずみ） - 『天空の城ラピュタ』より
3. さんぽ (2:45)（井上あずみ） - 『となりのトトロ』より
4. となりのトトロ (4:17)（井上あずみ） - 『となりのトトロ』より
5. はにゅうの宿 (2:47)（アメリータ・ガリ＝クルチ） - 『火垂るの墓』より
6. ルージュの伝言 (3:02)（荒井由実） - 『魔女の宅急便』より
7. やさしさに包まれたなら (3:13)（荒井由実） - 『魔女の宅急便』より
8. 愛は花、君はその種子 (4:02)（都はるみ） - 『おもひでぽろぽろ』より
9. さくらんぼの実る頃 (2:55)（加藤登紀子） - 『紅の豚』より
10. 時には昔の話を (3:59)（加藤登紀子） - 『紅の豚』より
11. 海になれたら (4:39)（坂本洋子） - 『海がきこえる』より
12. アジアのこの街で (5:25)（上々颱風） - 『平成狸合戦ぽんぽこ』より
13. いつでも誰かが (5:35)（上々颱風） - 『平成狸合戦ぽんぽこ』より

### Disc 2
1. カントリー・ロード (4:26)（本名陽子） - 『耳をすませば』より
2. On Your Mark (6:40)（CHAGE and ASKA） - 『On Your Mark』より
3. もののけ姫 (3:32)（米良美一） - 『もののけ姫』より
4. ケ・セラ・セラ (3:18)（山田家の人々ほか） - 『ホーホケキョ となりの山田くん』より
5. ひとりぼっちはやめた (3:59)（矢野顕子） - 『ホーホケキョ となりの山田くん』より
6. いつも何度でも (3:38)（木村弓） - 『千と千尋の神隠し』より
7. 風になる (4:08)（つじあやの） - 『猫の恩返し』より
8. No Woman, No Cry (5:21)（Tina） - 『ギブリーズ episode2』より
9. 世界の約束 (4:21)（倍賞千恵子） - 『ハウルの動く城』より
10. テルーの唄 (4:50)（手嶌葵） - 『ゲド戦記』より
11. 時の歌 (4:55)（手嶌葵） - 『ゲド戦記』より
12. 海のおかあさん (2:22)（林正子） - 『崖の上のポニョ』より
13. 崖の上のポニョ (2:44)（藤岡藤巻と大橋のぞみ） - 『崖の上のポニョ』より

## 増補盤
増補版より追加された曲目は、Disc 2-9〜18。

### 収録曲

#### Disc 1
1. 風の谷のナウシカ (4:07)（安田成美） - 『風の谷のナウシカ』より
2. 君をのせて (3:20)（井上あずみ） - 『天空の城ラピュタ』より
3. さんぽ (2:45)（井上あずみ） - 『となりのトトロ』より
4. となりのトトロ (4:17)（井上あずみ） - 『となりのトトロ』より
5. はにゅうの宿 (2:47)（アメリータ・ガリ＝クルチ） - 『火垂るの墓』より
6. ルージュの伝言 (3:02)（荒井由実） - 『魔女の宅急便』より
7. やさしさに包まれたなら (3:13)（荒井由実） - 『魔女の宅急便』より
8. 愛は花、君はその種子 (4:02)（都はるみ） - 『おもひでぽろぽろ』より
9. さくらんぼの実る頃 (2:55)（加藤登紀子） - 『紅の豚』より
10. 時には昔の話を (3:59)（加藤登紀子） - 『紅の豚』より
11. 海になれたら (4:39)（坂本洋子） - 『海がきこえる』より
12. アジアのこの街で (5:25)（上々颱風） - 『平成狸合戦ぽんぽこ』より
13. いつでも誰かが (5:37)（上々颱風） - 『平成狸合戦ぽんぽこ』より
14. カントリー・ロード (4:26)（本名陽子） - 『耳をすませば』より
15. On Your Mark (6:40)（CHAGE and ASKA） - 『On Your Mark』より
16. もののけ姫 (3:32)（米良美一） - 『もののけ姫』より
17. ケ・セラ・セラ (3:18)（山田家の人々ほか） - 『ホーホケキョ となりの山田くん』より
18. ひとりぼっちはやめた (3:59)（矢野顕子） - 『ホーホケキョ となりの山田くん』より

#### Disc 2
1. いつも何度でも (3:38)（木村弓） - 『千と千尋の神隠し』より
2. 風になる (4:08)（つじあやの） - 『猫の恩返し』より
3. No Woman, No Cry (5:21)（Tina） - 『ギブリーズ episode2』より
4. 世界の約束 (4:21)（倍賞千恵子） - 『ハウルの動く城』より
5. テルーの唄 (4:50)（手嶌葵） - 『ゲド戦記』より
6. 時の歌 (4:55)（手嶌葵） - 『ゲド戦記』より
7. 海のおかあさん (2:22)（林正子） - 『崖の上のポニョ』より
8. 崖の上のポニョ (2:46)（藤岡藤巻と大橋のぞみ） - 『崖の上のポニョ』より
9. The Neglected Garden(荒れた庭) (4:12)（セシル・コルベル） - 『借りぐらしのアリエッティ』より
10. Arrietty's Song (3:27)（セシル・コルベル） - 『借りぐらしのアリエッティ』より
11. 夜明け〜朝ごはんの歌 (3:06)（手嶌葵） - 『コクリコ坂から』より
12. 上を向いて歩こう (3:10)（坂本九） - 『コクリコ坂から』より
13. さよならの夏〜コクリコ坂から〜 (4:10)（手嶌葵） - 『コクリコ坂から』より
14. ひこうき雲 (3:25)（荒井由実） - 『風立ちぬ』より
15. いのちの記憶 (5:42)（二階堂和美） - 『かぐや姫の物語』より
16. わらべ唄 (0:50) -『かぐや姫の物語』より
17. 天女の歌 (1:36) -『かぐや姫の物語』より
18. Fine On The Outside (4:15)（プリシラ・アーン） - 『思い出のマーニー』より